# 자치안성신문
자치안성신문은 경기도 안성시를 기반으로 발행하는 주간신문사이다. 매주 월요일 발행한다.

## 연혁
- 1995년 일반시민을 대상으로 주주를 모집하여 창간
- 1995년 12월 29일 신문사 등록(초대 발행인은 정진국)
- 1996년 5월 16일 창간호 발행
- 1997년 법인변경 후 일반주간신문으로 변환
- 2003년 8월 21일 법인명을 ㈜미디어안성으로 변경하여 재창간(발행인 최용진 취임), 12면 발행 시작
- 2009년 10월 지령 500호 발행 및 창간 15주년